# شيرين آل بافند
شيرين بافند أو رستم مار أو ام رستم(بمعنى والدة رستم ) كانت أول ملكة لإيران بعد الفتح الإسلامي لبلاد الایران . وكانت تحكم ري وإيران ومحافظة مازندران ومحافظة جيلان وهمدان وأصفهان (طبرستان).
وعندما أرسل إليها محمود الغزنوي سفيراً يطلب منها الاستسلام، أجابت:
إجابتها الذكية غيرت قرار محمود بالهجوم ولم يهاجم ري حتى نهاية حياته. 
توفيت عن عمر يناهز 80 عامًا.

## أنظر أيضا
- ديانج بلاد فارس